# Федеріко Боккіа
Фредеріко Боккіа (італ. Federico Bocchia, 24 жовтня 1986) — італійський плавець.
Учасник Олімпійських Ігор 2016 року.
Чемпіон Європи з плавання на короткій воді 2011, 2015 років, призер 2009, 2013, 2019 років.